# Al Jazeera
Al Jazeera (tiếng Ả Rập: الجزيرة Al-Jazīrah [æl (d)ʒæˈziːrɐ]) là kênh truyền hình tin tức tiếng Ả Rập thuộc sở hữu của công ty truyền thông Al Jazeera Media Network.